# Vicariato apostolico di Guapi
Il vicariato apostolico di Guapi (in latino Vicariatus Apostolicus Guapiensis) è una sede della Chiesa cattolica in Colombia immediatamente soggetta alla Santa Sede. Nel 2022 contava 147.816 battezzati su 152.355 abitanti. È retto dal vescovo Alfonso García López.

## Territorio
Il vicariato apostolico si trova lungo la costa colombiana del Pacifico e comprende i comuni di Guapi, López de Micay e Timbiquí nel dipartimento di Cauca, e il comune di Santa Bárbara nel dipartimento di Nariño.
Sede del vicariato è la città di Guapi, dove si trova la cattedrale dell'Immacolata Concezione.
Il territorio si estende su 10.000 km² ed è suddiviso in 10 parrocchie.

## Storia
La prefettura apostolica di Guapi fu eretta il 5 aprile 1954 con la bolla Quemadmodum providus di papa Pio XII, ricavandone il territorio dalla prefettura apostolica di Tumaco (oggi diocesi).
Il 23 gennaio 2001 la prefettura apostolica è stata elevata a vicariato apostolico con la bolla Cum Praefectura Apostolica di papa Giovanni Paolo II.
Il 29 ottobre 1999 si è ingrandita con il comune di Iscuandé (oggi Santa Bárbara) appartenuto alla diocesi di Tumaco.

## Cronotassi dei vescovi
Si omettono i periodi di sede vacante non superiori ai 2 anni o non storicamente accertati.
- José de Jesús Arango, O.F.M. † (23 aprile 1954 - 6 dicembre 1969 deceduto)
- José Miguel López Hurtado, O.F.M. † (28 novembre 1969 - 10 giugno 1982 dimesso)
  - Sede vacante (1982-1985)[1]
- Alberto Lee López, O.F.M. † (8 marzo 1985 - 3 dicembre 1992 deceduto)
- Rafael Morales Duque, O.F.M. † (5 maggio 1994 - 13 febbraio 2001 dimesso)
- Hernán Alvarado Solano † (13 febbraio 2001 - 31 gennaio 2011 deceduto)[2]
- Carlos Alberto Correa Martínez (3 dicembre 2013 - 19 marzo 2024 nominato vescovo di Apartadó)
- Alfonso García López, dal 14 giugno 2025

## Statistiche
Il vicariato apostolico nel 2022 su una popolazione di 152.355 persone contava 147.816 battezzati, corrispondenti al 97,0% del totale.
| anno | popolazione | popolazione | popolazione | presbiteri | presbiteri | presbiteri | presbiteri                | diaconi | religiosi | religiosi | parrocchie |
| anno | battezzati  | totale      | %           | numero     | secolari   | regolari   | battezzati per presbitero | diaconi | uomini    | donne     | parrocchie |
| ---- | ----------- | ----------- | ----------- | ---------- | ---------- | ---------- | ------------------------- | ------- | --------- | --------- | ---------- |
| 1966 | 2.500       | 49.290      | 5,1         | 9          | 1          | 8          | 277                       |         | 5         | 14        | 4          |
| 1970 | 54.400      | 56.500      | 96,3        | 12         | 2          | 10         | 4.533                     |         | 16        | 17        | 4          |
| 1976 | 54.200      | 54.200      | 100,0       | 9          | 1          | 8          | 6.022                     |         | 11        | 40        | 4          |
| 1977 | 52.030      | 60.000      | 86,7        | 9          | 1          | 8          | 5.781                     |         | 11        | 54        | 4          |
| 1990 | 56.000      | 57.000      | 98,2        | 10         | 1          | 9          | 5.600                     |         | 13        | 46        | 4          |
| 1999 | 86.000      | 89.173      | 96,4        | 9          | 1          | 8          | 9.555                     |         | 9         | 33        | 4          |
| 2000 | 95.000      | 100.000     | 95,0        | 10         | 2          | 8          | 9.500                     |         | 11        | 34        | 5          |
| 2002 | 99.000      | 100.000     | 99,0        | 13         | 4          | 9          | 7.615                     |         | 10        | 32        | 5          |
| 2003 | 99.000      | 100.000     | 99,0        | 15         | 6          | 9          | 6.600                     |         | 10        | 32        | 5          |
| 2004 | 110.000     | 120.000     | 91,7        | 15         | 6          | 9          | 7.333                     |         | 10        | 34        | 5          |
| 2010 | 128.000     | 132.000     | 97,0        | 12         | 10         | 2          | 10.666                    |         | 4         | 19        | 5          |
| 2014 | 134.000     | 138.000     | 97,1        | 18         | 16         | 2          | 7.444                     |         | 3         | 15        | 10         |
| 2017 | 138.550     | 142.780     | 97,0        | 16         | 14         | 2          | 8.659                     |         | 3         | 16        | 10         |
| 2020 | 143.200     | 147.600     | 97,0        | 20         | 17         | 3          | 7.160                     |         | 3         | 13        | 10         |
| 2022 | 147.816     | 152.355     | 97,0        | 19         | 16         | 3          | 7.779                     |         | 3         | 13        | 10         |